# Sphodromantis pachinota
Sphodromantis pachinota é uma espécie de louva-a-deus da família dos Mantidae, sendo encontrados na Etiópia e Sudão.